# Секст Ноній Суфенат
Секст Ноній Суфенат (лат. Sextus Nonius Sufenas; близько 121 до н. е. — після 80 до н. е.) — політичний і державний діяч Римської республіки.

## Життєпис
Походив із заможного плебейського роду Ноніїв. Завдяки своїм багатствам батько Секста одружився з Корнелією з доволі бідного патриціанського роду Корнеліїв, його гілки Сулл. Був небожем майбутнього диктатора Луція Корнелія Сулли.
У 88 році Секст Ноній програв вибори на якусь посаду, ймовірно, народного трибуна або еділа, через непопулярність політики Сулли. У 81 році до н. е., під час диктатури Сулли, обіймав посаду претора, вперше відсвяткував ігри на честь перемоги Сулли — ludi Sullanae Victoriae. Про подальшу долю немає відомостей.

## Родина
- Марк Ноній Суфенат, народний трибун 56 року до н. е.